# Arvida Byström
Emma Arvida Elisabet Byström, född 4 oktober 1991 i Stockholm, är en svensk fotograf och konstnär. Hon är självlärd och arbetar huvudsakligen genom digitala media.
Tillsammans med Molly Soda utgav hon 2017 boken Pics or it Didn't Happen: Images Banned from Instagram på engelska, med bilder censurerade på Instagram. Boken kom ut på svenska 2018.
Arvida Byström hade en soloutställning Inflated Fiction ("Uppblåsbar fiktion") på Fotografiska vid årsskiftet 2018–2019.